# Londonski simfonični orkester
Londonski simfonični orkester (izvirno The London Symphony Orchestra; kratica: (LSO)) je eden od vodilnih orkestrov v Združenem Kraljestvu. Od leta 1982 je njegov sedež v londonskem centru Barbican.
LSO je bil ustanovljen leta 1904, in je bil kot neodvisna oz. samostojna organizacija prvi tovrstni orkester v Zdrženem Kraljestvu. Svoj premierni koncert je pripravil 9. junija istega leta, dirigiral je Hans Richter. Richter je ostal šef-dirigent do leta 1911, ko je to mesto za eno leto prevzel Edward Elgar in v tem času dirigiral na šestih koncertnih prireditvah.
V polpretekli zgodovini so bili šefi dirigenti orkestra Pierre Monteux (1961–64), Istvan Kertesz (1965–68), André Previn (1968–79) in Claudio Abbado (1979–88). Med letoma 1988 in 1995 je vodstvo prevzel američan Michael Tilson Thomas, ki je leta 1995 dobil status prvega gostujočega dirigenta. Sir Colin Davis je bil šef-dirigent LSO med letoma 1995 in 2006, leta 2007 pa je prevzel mesto predsednika orkestra. 1. januarja 2007 je šef dirigent postal Valerij Gergijev.